# Jason Kay
Jason Luís Kay, också kallad Jay Kay, född Jason Luís Cheetham den 30 december 1969 i Stretford i Greater Manchester, är brittisk sångare i bandet Jamiroquai.
Kay startade Jamiroquai tillsammans med Toby Smith, Stuart Zender, Nick van Gelder och Wallis Buchanan. Han är känd för sin olika huvudbonader och har kallats "the Mad Hatter" (efter hattmakaren i boken Alice i underlandet). Kay har framträtt i TV-program som Den nakna kocken och Top Gear och har stort intresse för exotiska bilar (han har ägt över 100 stycken).

## Uppväxt
Jason Kay föddes i Stretford utanför Manchester men växte huvudsakligen upp i Suffolk och Devon och uppfostrades av en ensamstående mor.